# Eucalyptus gracilis
Espèce
Eucalyptus gracilis, connu sous les noms anglais de yorrell, snap and rattle, red mallee, white mallee ou kong mallee, est une espèce de plantes à fleurs de la famille des Myrtaceae. C'est un arbuste ou un petit arbre, de type mallee, se trouvant dans le Sud de l'Australie.
On le trouve dans le sud-ouest de la Nouvelle-Galles du Sud, dans le Victoria, en Australie-Méridionale et en Australie-Occidentale.